# Tupinizando
O Tupinizando é uma página das redes sociais dedicada à divulgação e a assuntos relacionados à língua tupi, ou tupi antigo, a chamada "lingua indígena clássica do Brasil", falada nos primeiros séculos de colonização. O Tupinizando está presente sobretudo no instagram, mas também no YouTube e no TikTok No instagram, até fevereiro de 2024, contava 144k seguidores, e seu vídeo mais assistido (sobre o verbo tyb) tinha mais de um milhão de visualizações.
A página é administrada por Mateus da Silva Oliveira, estudante de filosofia natural de Atibaia (SP), mas residente de Nazaré Paulista (SP). Nos vídeos postados pelo tupinizando há também a participação de outros, como Kian Sheik, natural da Califórnia e também estudante de tupi. A língua em si é estudada principalmente por meio do Método Moderno de Tupi Antigo (1994 na edição original, atualmente na terceira edição), curso de tupi antigo de autoria do filólogo e professor da USP Eduardo Navarro.
Matheus ressalta que o acesso ao tupi antigo é mais fácil hoje em dia do que no passado:
Vejo com otimismo o crescimento da disponibilidade de materiais de Tupi Antigo atualmente. Hoje, por exemplo, tem o Método Moderno de Tupi Antigo, que é uma gramática do professor da USP, o Eduardo de Almeida Navarro, e que a gente não tinha antes. Hoje é bem mais fácil. Para quem estuda na USP, por exemplo, tem lá o curso de Tupi do Eduardo Navarro. Tem aulas dele no YouTube, livros. Eu mesmo estou disponibilizando agora a minha gramática— Mateus da Silva

O último curso antes do de Navarro era o Curso de Tupi Antigo, do Padre Antônio Lemos Barbosa. Porém, o curso é da década de 50, e não foi reeditado, sendo portanto de difícil acesso.